# Províncies de la Xina

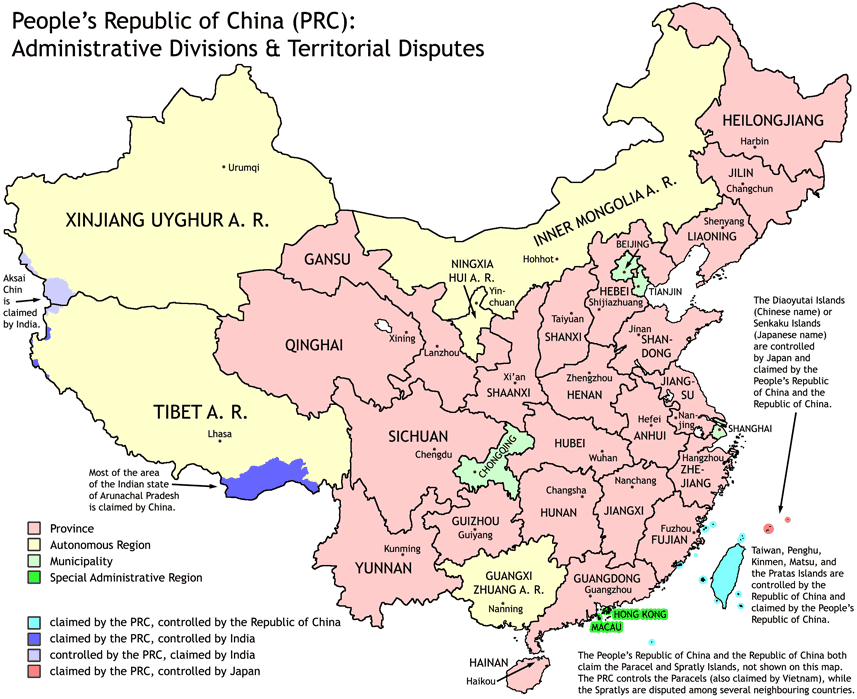
Regions de nivell provincial de la Xina.

Les províncies (en xinès 省, shěng) són la més alta divisió administrativa de la República Popular de la Xina. Existeixen trenta-tres divisions d'aquest tipus, repartides en vint-i-dos províncies, quatre municipalitats, cinc regions autònomes i dues regions administratives especials.
A més, la República Popular de la Xina (RPC) reclama la sobirania dels territoris administrats per la República de la Xina (RC) com a part de la província de Taiwan. La RC administra també algunes illes que formen part de la província de Fujian.
Cada província té un comitè provincial del Partit Comunista Xinès, dirigit per un secretari. El secretari del comitè és responsable de la província.

## Tipus de divisions de nivell provincial

### Municipalitat
La municipalitat (en xinès 直辖市, en pinyin zhíxiáshì) constitueix el més alt nivell d'una ciutat, que és directament sota el control del govern xinès, amb un estatut equivalent al d'una província.

### Província
La província (en xinès 省, en pinyin shěng) posseeix un govern dirigit per un comitè provincial, al davant del qual s'hi troba un secretari. El secretari del comitè és responsable de la província.

### Regió autònoma
La regió autònoma (en xinès 自治区, en pinyin zìzhìqū) és poblada majoritàriament per un grup ètnic minoritari i posseeix el seu propi govern local. Les regions autònomes posseeixen en teoria més drets legislatius que a la pràctica.

### Regió administrativa especial
La regió administrativa especial (RAS) (en xinès 特別行政區, en pinyin tèbiéxíngzhèngqū) és una divisió sub-nacional autònoma autogovernada de la República Popular de la Xina, que és directament controlada pel govern de la RPC. Cada RAS té un estatut equivalent al d'una província. Un cap de l'executiu és al capdavant de la regió i del govern. El govern de la regió no és completament independent, ja que la política estrangera i la defensa militar són responsabilitat del govern central de la RPC.

## Llista de divisions de nivell provincial
| Nom                                        | Simpl.           | Trad.              | Pinyin                      | Abreviació       | Capital      | Superfície | Població   |
| ------------------------------------------ | ---------------- | ------------------ | --------------------------- | ---------------- | ------------ | ---------- | ---------- |
| Municipalitat de Pequín                    | 北京市           | 北京市             | Běijīng Shì                 | 京               | -            | 16.800     | 19.612.368 |
| Municipalitat de Tianjin                   | 天津市           | 天津市             | Tiānjīn Shì                 | 津               | -            | 11.305     | 12.938.224 |
| Municipalitat de Shanghai                  | 上海市           | 上海市             | Shànghǎi Shì                | 沪               | -            | 6.340      | 23.019.148 |
| Municipalitat de Chongqing                 | 重庆市           | 重慶市             | Chóngqìng Shì               | 渝               | -            | 82.300     | 28.846.170 |
| Regió autònoma de la Mongòlia Interior     | 內蒙古自治区     | 内蒙古自治區       | Nèi Měnggǔ Zìzhìqū          | 蒙(內蒙古)       | Hohhot       | 1.183.000  | 24.706.321 |
| Regió autònoma de Guangxi                  | 广西壮族自治区   | 廣西省壯族自治區   | Guǎngxī Zhuàngzú Zìzhìqū    | 桂               | Nanning      | 236.000    | 46.026.629 |
| Regió autònoma del Tibet                   | 西藏自治区       | 西藏自治區         | Xīzàng Zìzhìqū              | 藏               | Lhasa        | 1228400    | 3.002.166  |
| Regió autònoma de Ningxia                  | 宁夏回族自治区   | 寧夏回族自治區     | Níngxià Huízú Zìzhìqū       | 宁               | Yinchuan     | 66.400     | 6.301.350  |
| Regió autònoma de Xinjiang                 | 新疆维吾尔自治区 | 新疆疆維吾爾自治區 | Xīnjiāng Wéiwú'ěr Zìzhìqū   | 新               | Ürümchi      | 1.660.400  | 21.813.334 |
| Regió administrativa especial de Hong Kong | 香港特别行政区   | 香港特別行政區     | Xiānggǎng Tèbié Xíngzhèngqū | 港               | -            | 1.104      | 7.061.200  |
| Regió administrativa especial de Macau     | 澳门特别行政区   | 澳門特別行政區     | Àomén Tèbié Xíngzhèngqū     | 澳               | -            | 29         | 552.300    |
| Anhui                                      | 安徽             | 安徽               | Ānhuī                       | 皖 Wǎn           | Hefei        | 139.600    | 59.860.000 |
| Fujian                                     | 福建             | 福建               | Fújiàn                      | 闽 Mǐn           | Fuzhou       | 121.400    | 34.710.000 |
| Gansu                                      | 甘肃             | 甘肅               | Gānsù                       | 甘 Gān, 陇 Lǒng  | Lanzhou      | 390.000    | 25.620.000 |
| Guangdong                                  | 广东             | 廣東               | Guǎngdōng                   | 粤 Yuè           | Guangzhou    | 197.000    | 86.420.000 |
| Guizhou                                    | 贵州             | 貴州               | Guìzhoū                     | 黔 Qián, 贵 Guì  | Guiyang      | 176.000    | 35.250.000 |
| Hainan                                     | 海南             | 海南               | Hǎinán                      | 海 Hǎi, 琼 Qióng | Haikou       | 34.000     | 7.870.000  |
| Hebei                                      | 河北             | 河北               | Héběi                       | 冀 Jì            | Shijiazhuang | 187.700    | 67.440.000 |
| Heilongjiang                               | 黑龙江           | 黑龍江             | Hēilóngjiāng                | 黑 Hēi           | Harbin       | 460.000    | 36.890.000 |
| Henan                                      | 河南             | 河南               | Hénán                       | 豫 Yù            | Zhengzhou    | 167.000    | 92.560.000 |
| Hubei                                      | 湖北             | 湖北               | Húběi                       | 鄂 È             | Wuhan        | 187.500    | 60.280.000 |
| Hunan                                      | 湖南             | 湖南               | Húnán                       | 湘 Xiāng         | Changsha     | 210.500    | 64.400.000 |
| Jiangsu                                    | 江苏             | 江蘇               | Jiāngsū                     | 苏 Sū            | Nanjing      | 100.000    | 74.380.000 |
| Jiangxi                                    | 江西             | 江西               | Jiāngxī                     | 赣 Gàn           | Nanchang     | 169.900    | 41.400.000 |
| Jilin                                      | 吉林             | 吉林               | Jílín                       | 吉 Jí            | Changchun    | 187.400    | 27.280.000 |
| Liaoning                                   | 辽宁             | 遼寧               | Liáoníng                    | 辽 Liáo          | Shenyang     | 145.900    | 42.380.000 |
| Qinghai                                    | 青海             | 青海               | Qīnghǎi                     | 青 Qīng          | Xining       | 720.000    | 5.180.000  |
| Shaanxi                                    | 陕西             | 陝西               | Shǎnxī                      | 陕 Shǎn, 秦 Qín  | Xi'an        | 206.000    | 36.050.000 |
| Shandong                                   | 山东             | 山東               | Shāndōng                    | 鲁 Lǔ            | Jinan        | 156.700    | 90.790.000 |
| Shanxi                                     | 山西             | 山西               | Shānxī                      | 晋 Jìn           | Taiyuan      | 150.000    | 32.970.000 |
| Sichuan                                    | 四川             | 四川               | Sìchuān                     | 川 Chuān, 蜀 Shǔ | Chengdu      | 480.000    | 83.290.000 |
| Yunnan                                     | 云南             | 雲南               | Yúnnán                      | 滇 Diān, 云 Yún  | Kunming      | 394.000    | 42.880.000 |
| Zhejiang                                   | 浙江             | 浙江               | Zhèjiāng                    | 浙 Zhè           | Hangzhou     | 101.800    | 46.770.000 |